# Бьёрнебю, Стиг Инге
Стиг И́нге Бьёрнебю (норв. Stig Inge Bjørnebye; род. 11 декабря 1969, Эльверум, Хедмарк) — норвежский футболист, левый защитник, выступавший за «Ливерпуль», «Русенборг» и «Блэкберн Роверс». Участник двух чемпионатов мира и розыгрыша Кубка Европы. С 2021 года является спортивным директором датского клуба «Орхус».

## Клубная карьера
Хотя отец Бьёрнебю, Йо Инге, был известным лыжником, участвовавшим в прыжках с трамплина на Зимних Олимпийских играх 1972 года, Стиг Инге начал серьёзно заниматься именно футболом, а не лыжами. Он начинал карьеру в клубе «Эльверум» из своего родного города, а позднее присоединился к «Стрёммену» и затем «Консвингеру». В последней из этих команд он стал твёрдым игроком основного состава прежде, чем в 1992 году перешёл в «Русенборг». За один сезон с этим клубом он стал чемпионом страны и обладателем кубка, причём решающий гол в финале в ворота «Лиллестрёма» забил именно Бьёрнебю.
Его уверенная игра за клуб привлекла к себе внимание тренерского штаба сборной Норвегии, в которую он начал регулярно вызываться, а также заинтересовала Грэма Сунесса, который тогда был главным тренером «Ливерпуля». Всего через год после того, как Стиг Инге перешёл в «Русенборг», он покинул эту команду, чтобы перейти в «Ливерпуль», где он должен был сменить Дэвида Берроуза в качестве левого защитника. Сумма трансфера составила 600 тысяч фунтов. 19 декабря 1992 года он дебютировал в составе «красных» в матче против «Ковентри Сити», в котором его новый клуб был разгромлен со счётом 5:1.
Трудности с адаптацией норвежца к выступлениям в Премьер-лиге вынудили руководство команды отправить игрока в аренду обратно в «Русенборг» в 1994 году, но в сезоне 1994/95 годов Бьёрнебю снова выступал в «Ливерпуле» и смог пробиться в первый состав команды, которую к тому времени уже возглавлял Рой Эванс. Он вытеснил из основы Джулиана Дикса и принял участие в финале Кубка лиги, в которым «красные» были сильнее «Болтона» (2:1). Однако вскоре Стиг Инге получил травму в матче против «Саутгемптона» и надолго выбыл из строя. Его место в команде в это время занял Стив Харкнесс.
В течение нескольких месяцев Бьёрнебю оправлялся от травмы и в сезоне 1995/96 годов принял участие только в двух матчах команды. Но травмы других претендентов на позицию левого фуллбека позволили ему вернуться в состав в следующем сезоне, в котором он серьёзно помог клубу, который до последнего, пусть, как оказалось в итоге, и безуспешно боролся за свой первый чемпионский титул с 1990 года. На это же время приходится и первый забитый им мяч за клуб — гол был забит в ворота «Мидлсбро». Он регулярно отличался прекрасными передачами на двух форвардов команды — Робби Фаулера и Стэна Коллимора, и по итогам сезона вместе с партнёрами по «Ливерпулю» Стивом Макманаманом и Марком Райтом был включен в состав команды года.
Появление в команде Стива Стонтона и приход на тренерский пост Жерара Улье привели к тому, что Бьёрнебю стал всё реже попадать в основной состав, однако он не хотел уходить. Только поняв, что ему не удастся потеснить Стонтона и Доминика Маттео, в 2000 году Стиг Инге согласился отправиться в аренду в датский «Брондбю». После возвращения с Чемпионата Европы 2000 года Бьёрнебю принял решение окончательно уйти из «Ливерпуля», за 300 тысяч фунтов перейдя в «Блэкберн Роверс», где он воссоединился с Грэмом Сунессом. В первый же сезон он помог команде вернуться в Премьер-лигу, забив по ходу кампании свой единственный гол за этот клуб. В 2002 году он выиграл свой последний трофей, одолев с «Блэкберном» «Тоттенхэм Хотспур» в финале Кубка лиги. Однако череда травм, в том числе серьёзное повреждение глаза, полученное им на тренировке, и травма ступни, едва не приведшая к ампутации, вынудили Бьёрнебю закончить карьеру раньше времени.

## Международная карьера
Стиг Инге играл за юношеские, молодёжную и резервную сборные Норвегии. Бьёрнебю принял участие в 75 матчах за первую сборную Норвегии, дебютировав в ней в 1989 году в матче против Австрии и забив за неё один гол (в ворота США в 1993 году), в том числе провёл за неё семь игр на Чемпионатах мира 1994 и 1998 годов.
После Чемпионата мира 1998 года он принял решение завершить международную карьеру, но неожиданно вернулся в неё по приглашению Нильса Юхана Семба, чтобы принять участие в Чемпионате Европы 2000 года. Он не играл в первом матче команды на этом турнире (против Испании), но в следующей игре (против Югославии) на 35-й минуте вышел на замену своему партнёру по «Ливерпулю» Вегарду Хеггему. Он также сыграл в последнем матче норвежцев на турнире, который сборная провела против Словении. Последней игрой Бьёрнебю за сборную стал поединок против Уэльса в рамках отборочного турнира к Чемпионату мира 2002 года.

## Завершение карьеры
После завершения карьеры футболиста Бьёрнебю стал ассистентом главного тренера сборной Норвегии. В 2006 году он покинул этот пост, чтобы возглавить «Старт». Несмотря на успешное начало карьеры клубного тренера (его даже назвали «Самым перспективным тренером Норвегии» в 2006 году), в сентябре 2007 года Стиг Инге был уволен, когда «Старт» после серии плохих результатов оказался перед перспективой вылета из Премьер-лиги. Бьёрнбю сменил шведский специалист Бенни Леннартссон, но спасти клуб от вылета новый тренер не сумел.
С 15 марта 2015 года, является новым спортивным директором норвежского «Русенборга», вместо Эрика Хофтуна.

## Личная жизнь
Бьёрнебю женат на гандболистке Хеге Фрёсет, с которой у них трое детей.

## Статистика

### Матчи Бьёрнебю за сборную Норвегии
| Матчи Бьёрнебю за сборную Норвегии | Матчи Бьёрнебю за сборную Норвегии | Матчи Бьёрнебю за сборную Норвегии | Матчи Бьёрнебю за сборную Норвегии | Матчи Бьёрнебю за сборную Норвегии | Матчи Бьёрнебю за сборную Норвегии  |
| ---------------------------------- | ---------------------------------- | ---------------------------------- | ---------------------------------- | ---------------------------------- | ----------------------------------- |
| №                                  | Дата                               | Соперник                           | Счёт                               | Голы Бьёрнебю                      | Соревнование                        |
| 1                                  | 31 мая 1989                        | Австрия                            | 4:1                                | —                                  | Товарищеский матч                   |
| 2                                  | 23 августа 1989                    | Греция                             | 0:0                                | —                                  | Товарищеский матч                   |
| 3                                  | 5 сентября 1989                    | Франция                            | 1:1                                | —                                  | Чемпионат мира 1990 (отбор)         |
| 4                                  | 11 октября 1989                    | Югославия                          | 0:1                                | —                                  | Чемпионат мира 1990 (отбор)         |
| 5                                  | 25 октября 1989                    | Кувейт                             | 2:2                                | —                                  | Товарищеский матч                   |
| 6                                  | 15 ноября 1989                     | Шотландия                          | 1:1                                | —                                  | Чемпионат мира 1990 (отбор)         |
| 7                                  | 7 февраля 1990                     | Мальта                             | 1:1                                | —                                  | Товарищеский матч                   |
| 8                                  | 22 августа 1990                    | Швеция                             | 1:2                                | —                                  | Товарищеский матч                   |
| 9                                  | 31 октября 1990                    | Камерун                            | 6:1                                | —                                  | Товарищеский матч                   |
| 10                                 | 7 ноября 1990                      | Тунис                              | 3:1                                | —                                  | Товарищеский матч                   |
| 11                                 | 17 апреля 1991                     | Австрия                            | 0:0                                | —                                  | Товарищеский матч                   |
| 12                                 | 1 мая 1991                         | Кипр                               | 3:0                                | —                                  | Чемпионат Европы 1992 (отбор)       |
| 13                                 | 30 октября 1991                    | Венгрия                            | 0:0                                | —                                  | Чемпионат Европы 1992 (отбор)       |
| 14                                 | 7 января 1992                      | Египет                             | 0:0                                | —                                  | Товарищеский матч                   |
| 15                                 | 4 февраля 1992                     | Бермуды                            | 3:1                                | —                                  | Товарищеский матч                   |
| 16                                 | 29 апреля 1992                     | Дания                              | 0:1                                | —                                  | Товарищеский матч                   |
| 17                                 | 13 мая 1992                        | Фарерские острова                  | 2:0                                | —                                  | Товарищеский матч                   |
| 18                                 | 3 июня 1992                        | Шотландия                          | 0:0                                | —                                  | Товарищеский матч                   |
| 19                                 | 26 августа 1992                    | Швеция                             | 2:2                                | —                                  | Товарищеский матч                   |
| 20                                 | 23 сентября 1992                   | Нидерланды                         | 2:1                                | —                                  | Чемпионат мира 1994 (отбор)         |
| 21                                 | 7 октября 1992                     | Сан-Марино                         | 2:0                                | —                                  | Чемпионат мира 1994 (отбор)         |
| 22                                 | 14 октября 1992                    | Англия                             | 1:1                                | —                                  | Чемпионат мира 1994 (отбор)         |
| 23                                 | 2 декабря 1992                     | Китай                              | 1:2                                | —                                  | Товарищеский матч                   |
| 24                                 | 30 марта 1993                      | Катар                              | 6:1                                | —                                  | Товарищеский матч                   |
| 25                                 | 28 апреля 1993                     | Турция                             | 3:1                                | —                                  | Чемпионат мира 1994 (отбор)         |
| 26                                 | 2 июня 1993                        | Англия                             | 2:0                                | —                                  | Чемпионат мира 1994 (отбор)         |
| 27                                 | 9 июня 1993                        | Нидерланды                         | 0:0                                | —                                  | Чемпионат мира 1994 (отбор)         |
| 28                                 | 8 сентября 1993                    | США                                | 1:0                                | 1                                  | Товарищеский матч                   |
| 29                                 | 22 сентября 1993                   | Польша                             | 1:0                                | —                                  | Чемпионат мира 1994 (отбор)         |
| 30                                 | 13 октября 1993                    | Польша                             | 3:0                                | —                                  | Чемпионат мира 1994 (отбор)         |
| 31                                 | 10 ноября 1993                     | Турция                             | 1:2                                | —                                  | Чемпионат мира 1994 (отбор)         |
| 32                                 | 9 марта 1994                       | Уэльс                              | 3:1                                | —                                  | Товарищеский матч                   |
| 33                                 | 20 апреля 1994                     | Португалия                         | 0:0                                | —                                  | Товарищеский матч                   |
| 34                                 | 5 июня 1994                        | Швеция                             | 0:2                                | —                                  | Товарищеский матч                   |
| 35                                 | 19 июня 1994                       | Мексика                            | 1:0                                | —                                  | Чемпионат мира 1994                 |
| 36                                 | 23 июня 1994                       | Италия                             | 0:1                                | —                                  | Чемпионат мира 1994                 |
| 37                                 | 28 июня 1994                       | Ирландия                           | 0:0                                | —                                  | Чемпионат мира 1994                 |
| 38                                 | 7 сентября 1994                    | Беларусь                           | 1:0                                | —                                  | Чемпионат Европы 1996 (отбор)       |
| 39                                 | 12 октября 1994                    | Нидерланды                         | 1:1                                | —                                  | Чемпионат Европы 1996 (отбор)       |
| 40                                 | 16 ноября 1994                     | Беларусь                           | 4:0                                | —                                  | Чемпионат Европы 1996 (отбор)       |
| 41                                 | 14 декабря 1994                    | Мальта                             | 1:0                                | —                                  | Чемпионат Европы 1996 (отбор)       |
| 42                                 | 29 марта 1995                      | Люксембург                         | 2:0                                | —                                  | Чемпионат Европы 1996 (отбор)       |
| 43                                 | 11 октября 1995                    | Англия                             | 0:0                                | —                                  | Товарищеский матч                   |
| 44                                 | 15 ноября 1995                     | Нидерланды                         | 0:3                                | —                                  | Чемпионат Европы 1996 (отбор)       |
| 45                                 | 7 февраля 1996                     | Испания                            | 0:1                                | —                                  | Товарищеский матч                   |
| 46                                 | 27 марта 1996                      | Северная Ирландия                  | 2:0                                | —                                  | Товарищеский матч                   |
| 47                                 | 24 апреля 1996                     | Испания                            | 0:0                                | —                                  | Товарищеский матч                   |
| 48                                 | 2 июня 1996                        | Азербайджан                        | 5:0                                | —                                  | Чемпионат мира 1998 (отбор)         |
| 49                                 | 1 сентября 1996                    | Грузия                             | 1:0                                | —                                  | Товарищеский матч                   |
| 50                                 | 9 октября 1996                     | Венгрия                            | 3:0                                | —                                  | Чемпионат мира 1998 (отбор)         |
| 51                                 | 29 марта 1997                      | ОАЭ                                | 4:1                                | —                                  | Товарищеский матч                   |
| 52                                 | 30 апреля 1997                     | Финляндия                          | 1:1                                | —                                  | Чемпионат мира 1998 (отбор)         |
| 53                                 | 8 июня 1997                        | Венгрия                            | 1:1                                | —                                  | Чемпионат мира 1998 (отбор)         |
| 54                                 | 20 июля 1997                       | Исландия                           | 1:0                                | —                                  | Товарищеский матч                   |
| 55                                 | 20 августа 1997                    | Финляндия                          | 4:0                                | —                                  | Чемпионат мира 1998 (отбор)         |
| 56                                 | 6 сентября 1997                    | Азербайджан                        | 1:0                                | —                                  | Чемпионат мира 1998 (отбор)         |
| 57                                 | 10 сентября 1997                   | Швейцария                          | 5:0                                | —                                  | Чемпионат мира 1998 (отбор)         |
| 58                                 | 8 октября 1997                     | Колумбия                           | 0:0                                | —                                  | Товарищеский матч                   |
| 59                                 | 25 февраля 1998                    | Франция                            | 3:3                                | —                                  | Товарищеский матч                   |
| 60                                 | 22 апреля 1998                     | Дания                              | 2:0                                | —                                  | Товарищеский матч                   |
| 61                                 | 20 мая 1998                        | Мексика                            | 5:2                                | —                                  | Товарищеский матч                   |
| 62                                 | 27 мая 1998                        | Саудовская Аравия                  | 6:0                                | —                                  | Товарищеский матч                   |
| 63                                 | 10 июня 1998                       | Марокко                            | 2:2                                | —                                  | Чемпионат мира 1998                 |
| 64                                 | 16 июня 1998                       | Шотландия                          | 1:1                                | —                                  | Чемпионат мира 1998                 |
| 65                                 | 23 июня 1998                       | Бразилия                           | 2:1                                | —                                  | Чемпионат мира 1998                 |
| 66                                 | 27 июня 1998                       | Италия                             | 0:1                                | —                                  | Чемпионат мира 1998                 |
| 67                                 | 19 августа 1998                    | Румыния                            | 0:0                                | —                                  | Товарищеский матч                   |
| 68                                 | 6 сентября 1998                    | Латвия                             | 1:3                                | —                                  | Чемпионат Европы 2000 (отбор)       |
| 69                                 | 10 октября 1998                    | Словения                           | 2:1                                | —                                  | Чемпионат Европы 2000 (отбор)       |
| 70                                 | 14 октября 1998                    | Албания                            | 2:2                                | —                                  | Чемпионат Европы 2000 (отбор)       |
| 71                                 | 3 июня 2000                        | Италия                             | 1:0                                | —                                  | Товарищеский матч                   |
| 72                                 | 18 июня 2000                       | Югославия                          | 0:1                                | —                                  | Чемпионат Европы 2000               |
| 73                                 | 21 июня 2000                       | Словения                           | 0:0                                | —                                  | Чемпионат Европы 2000               |
| 74                                 | 16 августа 2000                    | Финляндия                          | 1:3                                | —                                  | Чемпионат Северной Европы 2000—2001 |
| 75                                 | 7 октября 2000                     | Уэльс                              | 1:1                                | —                                  | Чемпионат мира 2002 (отбор)         |

Итого: 75 матчей / 1 гол; 35 побед, 27 ничьих, 13 поражений.

## Достижения
- Чемпион Норвегии (1992)
- Обладатель Кубка Норвегии (1992)
- Обладатель Кубка английской Лиги (1995, 2002)
- Самый перспективный тренер Норвегии (2006)